# Louis Verheyden
Louis Joseph Ignace Verheyden (Oplinter, 30 juli 1875 - 17 mei 1948) was een Belgisch senator en burgemeester.

## Levensloop
Brouwer van beroep werd Verheyden gemeenteraadslid (1911) en burgemeester (1912) van Oplinter.
In 1925 werd hij verkozen tot katholiek senator voor het arrondissement Leuven en vervulde dit mandaat tot in 1946.